# Radu Gioglovan
Radu Gioglovan (n. 3 august 1921, satul Gura Ialomiței, comuna Mihail Kogălniceanu, județul Ialomița - d. 1979) a fost un istoric român.

## Viața și activitatea
Radu Gioglovan s-a născut la Gura Ialomiței, județul Ialomița. A urmat studiile secundare și pe cele universitare la Cernăuți. Și-a început cariera ca profesor în învățământul mediu. A mai ocupat și postul de director al Muzeului de Istorie din Târgoviște. De asemnea, a deținut titlul de profesor emerit și a făcut parte din Societatea de Științe istorice, precum și din cea de numismatică a Republicii Socialiste România. În studiile sale istorice s-a concentrat cu precădere pe subiecte de istorie locală din zona Târgoviștei.
Profesorul Radu Gioglovan a decedat în anul 1979. O stradă din municipiul Târgoviște îi poartă în prezent numele.

## Opera
Articole în publicații de specialitate:
- Două procese pentru apărarea moșiei orașului Târgoviște în secolul al XIX-lea, în SAI, II (1957), p. 459-480;
- Revoluția din 1848 în Târgoviște și împrejurimi, Ibidem, VIII (1966), p. 125-142;
- Unde a fost ucis Tudor Vladimirescu? în AV, 1972, p. 89-100.
- Cetatea Târgoviștei, In Chronica Valachica, 1973, p. 85-104;

- Din problemele istoriei complexului monumental al Curții domnești din Târgoviște, în Documenta Valachica", 1974, p. 83-123.